# Eupodium pittieri
Eupodium pittieri är en kärlväxtart som först beskrevs av William Ralph Maxon, och fick sitt nu gällande namn av Christenh. Eupodium pittieri ingår i släktet Eupodium och familjen Marattiaceae. Inga underarter finns listade i Catalogue of Life.